# Hedma iranica
Hedma iranica är en fjärilsart som beskrevs av Povolny 1976. Hedma iranica ingår i släktet Hedma och familjen stävmalar. Inga underarter finns listade i Catalogue of Life.